# ꥹ
ꥹ(표준어: 쌍티읕,겹티읕, 문화어: 된티읕)은 ㅌ을 2개 겹친 한글 낱자이다. 그 이후 발음법 변화로 ㅌㄷ을 겹들인 'ㅌㄷㅕ'가 쓰이기도 하였다.